# Stelis melanura
Stelis melanura är en biart som beskrevs av Cockerell 1924. Stelis melanura ingår i släktet pansarbin, och familjen buksamlarbin. Inga underarter finns listade i Catalogue of Life.